# Pseudoraphis
Pseudoraphis är ett släkte av gräs. Pseudoraphis ingår i familjen gräs.
Kladogram enligt Catalogue of Life:
| Pseudoraphis | \| \| Pseudoraphis balansae \| \| \| \| \| \| Pseudoraphis brunoniana \| \| \| \| \| \| Pseudoraphis minuta \| \| \| \| \| \| Pseudoraphis paradoxa \| \| \| \| \| \| Pseudoraphis sordida \| \| \| \| \| \| Pseudoraphis spinescens \| \| \| \| |
|              | \| \| Pseudoraphis balansae \| \| \| \| \| \| Pseudoraphis brunoniana \| \| \| \| \| \| Pseudoraphis minuta \| \| \| \| \| \| Pseudoraphis paradoxa \| \| \| \| \| \| Pseudoraphis sordida \| \| \| \| \| \| Pseudoraphis spinescens \| \| \| \| |
|              | Pseudoraphis balansae |
|              | |
|              | Pseudoraphis brunoniana |
|              | |
|              | Pseudoraphis minuta |
|              | |
|              | Pseudoraphis paradoxa |
|              | |
|              | Pseudoraphis sordida |
|              | |
|              | Pseudoraphis spinescens |
|              | |

## Bildgalleri

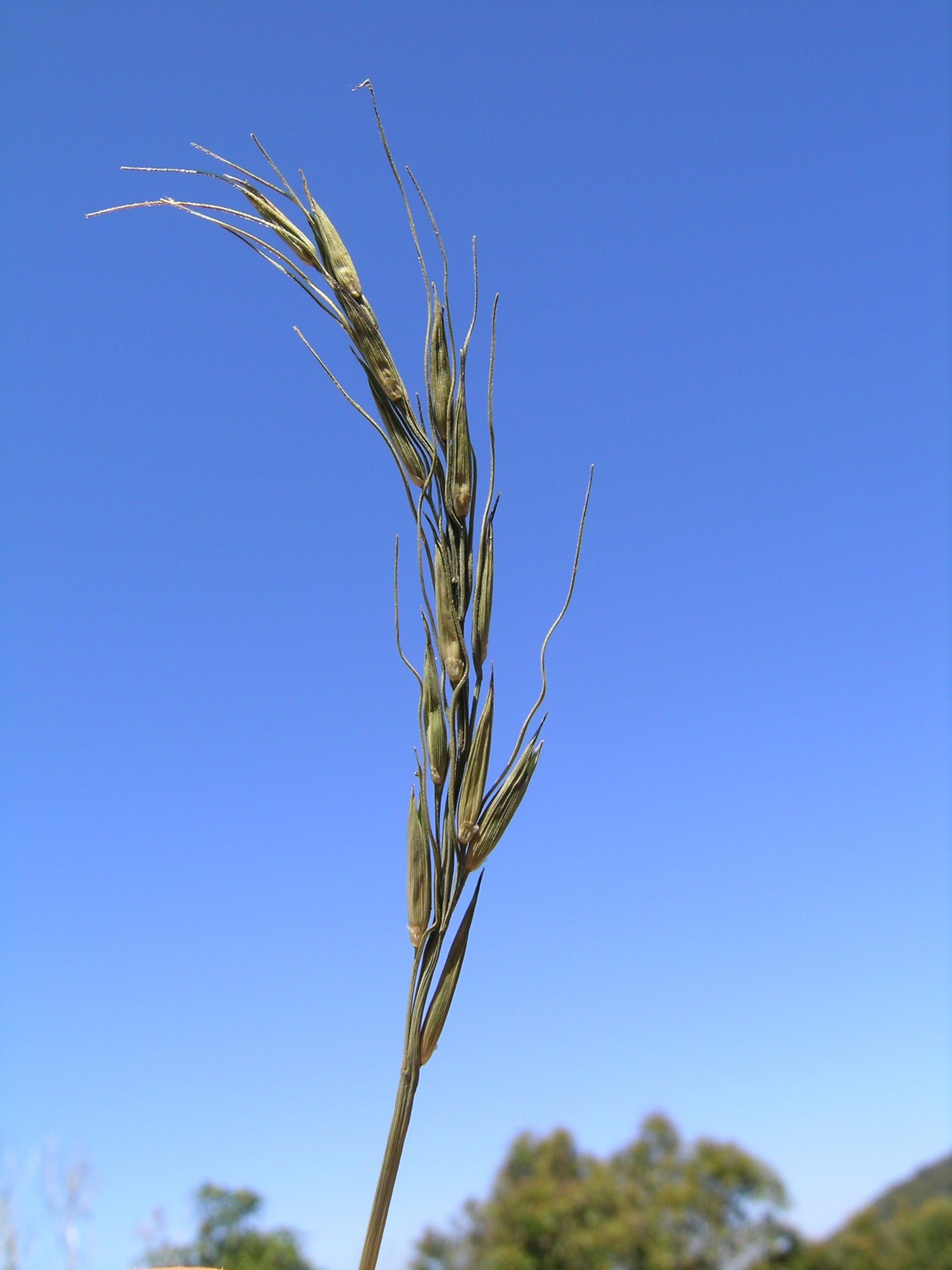